# Breuksteen

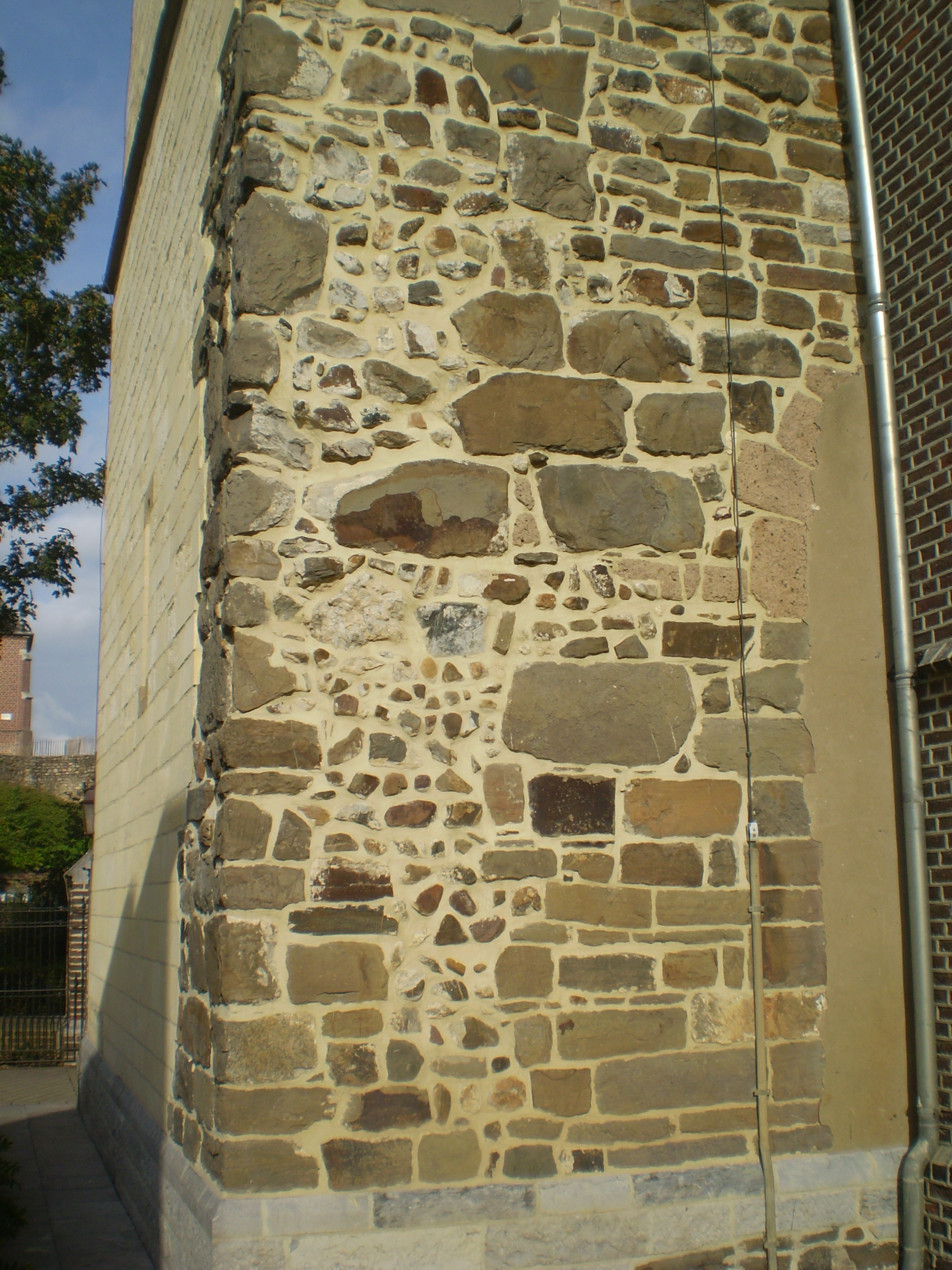
Muur gemetseld met breuksteen

Breuksteen of split is natuursteen van onregelmatige vorm, zoals die ongekapt of licht bewerkt uit de steengroeve is gebroken, of door middel van springstof is verkregen.
In de vroege en hoge middeleeuwen werd breuksteen gebruikt als bouwmateriaal voor kerken en kastelen. Zo is de preromaanse Sint-Catharinakapel in Lemiers gebouwd van breuksteen. De oudste delen van de Onze-Lieve-Vrouwebasiliek en de Sint-Servaasbasiliek in Maastricht zijn opgetrokken uit kolenzandsteen, een soort breuksteen.

## Zeewering
Breuksteen wordt tevens gebruikt bij dijkverzwaring, om de dijken te beschermen tegen golfslag. Voor de bescherming van de 4 km lange harde zeewering van de Tweede Maasvlakte is breuksteen uit het Noorse Bremanger gebruikt dat met bulkcarriers werd aangevoerd. Voor dit soort toepassingen wordt over het algemeen de term waterbouwsteen (of stortsteen) gebruikt. Van België uit is voor dit doel veel breuksteen naar IJmuiden geëxporteerd. De groeven Poulseur en Quenast leverden in de jaren 1960 breuksteen voor de verlenging van de havenhoofden van IJmuiden. In 2.000 lange treinen van elk 60 wagons werd twee miljoen ton breuksteen vervoerd naar losplaatsen bij de Noord- en Zuidpier.